# واکنش ولف–داتز

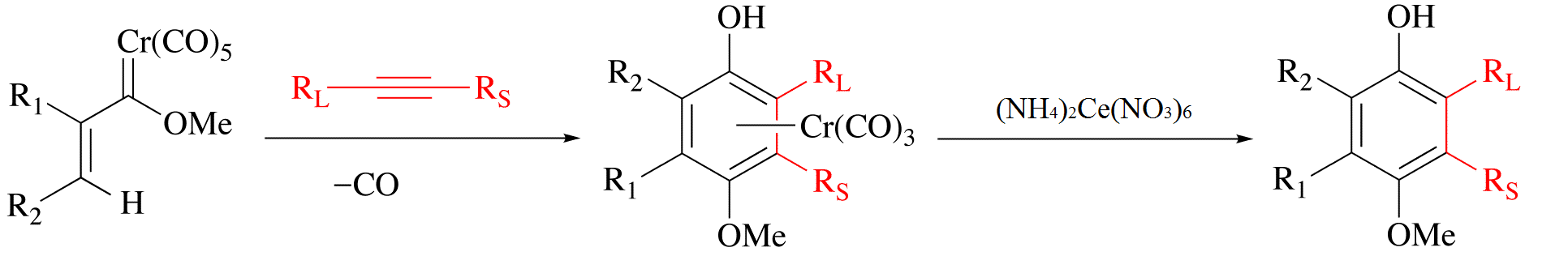
تولید یک مشتق پارامتوکسی فنول با بهره‌گیری از واکنش ولف–داتز

واکنش ولف–داتز (به انگلیسی: Wulff–Dötz reaction) یا واکنش داتز یک واکنش شیمیایی در شیمی آلی است که طی آن، در اثر واکنش یک پیچیده کاربن پنتاکربونیل کرومیوم دارای گروه آلکوکسی وینیلی یا آروماتیک با یک آلکین، یک حلقه فنول چنداستخلافی کوئوردینه شده با کروم تری‌کربونیل (-Cr(CO)3) تولید می‌شود.    نام این واکنش برگرفته از نام شیمی‌دان آلمانی، کارل هاینز داتز و شیمی‌دان آمریکایی ویلیام دی ولف است.  این واکنش برای اولین بار توسط کارل داتز کشف شد و سپس توسط او و ویلیام ولف به‌طور گسترده توسعه یافت. 